# Coupe d'Israël de football 2022-2023
Navigation
2021-2022 2023-2024
La Coupe d'Israël de football 2022-2023 est la quatre-vingt-quatrième édition de la Coupe d'Israël. Le vainqueur se qualifie pour le 2e tour de qualification de Ligue Europa Conférence 2023-2024.

## Tour préliminaire

### Liga Bet
Les vainqueurs et finalistes de chaque division régionale se qualifient pour le sixième tour.

### Liga Gimel
Les vainqueurs de chaque division régionale se qualifient pour le sixième tour.

## Cinquième tour
Le cinquième tour se joue entre équipes de la division Liga Alef. Les vainqueurs se qualifient pour le sixième tour.
| Équipe 1             | Résultat        | Équipe 2                       |
| Liga Alef North      | Liga Alef North | Liga Alef North                |
| -------------------- | --------------- | ------------------------------ |
| Ihud Bnei Shefa-'Amr | 2 - 1           | Hapoel Migdal HaEmek           |
| FC Tira              | 2 - 1           | Hapoel Kafr Kanna              |
| Ironi Nesher FC      | 2 - 3 ap        | FC Tzeirei Kafr Kanna          |
| Maccabi Tzur Shalom  | 3 - 3 3 - 5 tab | Hapoel Qalansawe               |
| Hapoël Raanana       | 2 - 1           | FC Tzeirei Tayibe              |
| Maccabi Ironi Tamra  | 0 - 1           | Maccabi Nujeidat               |
| Hapoel Bu'eine       | 3 - 1 ap        | Hapoel Ironi Baqa al-Gharbiyye |
| Hapoel Kaukab        | 1 - 1 1 - 3 tab | Hapoel Bnei Zalafa             |
| Liga Alef South      |                 |                                |
| Hapoel Herzliya      | 3 - 1           | Shimshon Tel-Aviv FC           |
| Maccabi Sha'arayim   | 3 - 2           | Maccabi Ironi Ashdod           |
| Hapoel Marmorek      | 2 - 0           | Beitar Tel Aviv Bat Yam        |
| FC Dimona            | 5 - 1           | FC Ironi Kuseife               |
| Maccabi Yavne        | 2 - 0           | Shimshon Kafr Qasim            |
| Hapoel Kfar Shalem   | 0 - 2           | Hapoel Holon                   |
| Bnei Eilat           | 3 - 2           | Maccabi Herzliya               |
| Ironi Modi'in        | 0 - 1           | Hapoel Bik'at HaYarden         |

## Sixième tour
Le sixième tour se joue dans deux zones (nord et sud) entre les équipes qui se sont qualifiées à partir des tours préliminaires et du cinquième tour.
| Équipe 1                      | Résultat        | Équipe 2                    |
| ----------------------------- | --------------- | --------------------------- |
| Hapoel Bu'eine                | 3 - 1           | Hapoël Raanana              |
| Hapoel Bik'at HaYarden        | 3 - 2           | Maccabi Kiryat Malakhi      |
| Ihud Bnei Shefa-'Amr          | 3 - 1           | Ihud Bnei Kafr Qara         |
| Maccabi Sha'arayim            | 1 - 0           | Hapoel Lod                  |
| Tzeirei Kafr Kanna            | 2 - 1           | Hapoel Karmiel              |
| Bnei Judaydah-Makr            | 2 - 1 5 - 4 tab | Maccabi Nujeidat            |
| Ihud Tzeirei Iksal            | 1 - 3           | Hapoel Bnei Zalafa          |
| Agudat Sport Nordia Jerusalem | 0 - 2           | F.C. Dimona                 |
| Maccabi Yavne                 | 1 - 3           | Hapoel Marmorek             |
| Beitar Kfar Saba              | 1 - 2           | Hapoel Azor                 |
| F.C. Tzofi Haifa              | 1 - 0           | Maccabi Neve Sha'anan Eldad |
| Shikun Vatikim Ramat Gan      | 0 - 5           | Hapoel Holon                |
| Maccabi Kiryat Gat            | 1 - 3           | Hapoel Herzliya             |
| FC Tira                       | 6 - 1           | Maccabi Bnei Abu Snan       |
| Hapoel Qalansawe              | 6 - 0           | Beitar Kafr Kanna           |
| Bnei Eilat                    | 4 - 0           | Beitar Yavne                |

## Septième tour
Le septième tour se joue avec les 16 équipes gagnantes du sixième tour et 12 équipes de deuxième division. Hapoël Petah-Tikva, Hapoël Acre, Hapoel Umm al-Fahm et Hapoël Nir Ramat Ha-Sharon sont exemptés de ce tour.
| Équipe 1               | Résultat        | Équipe 2               |
| ---------------------- | --------------- | ---------------------- |
| Hapoel Bik'at HaYarden | 0 - 1           | Ironi Tiberias         |
| Tzeirei Kafr Kanna     | 0 - 1 ap        | FC Kafr Qasim          |
| Bnei Judaydah-Makr     | 0 - 3           | Hapoel Holon           |
| Hapoel Bu'eine         | 0 - 2           | FC Tzofi Haifa         |
| Maccabi Sha'arayim     | 0 - 1           | Hapoel Qalansawe       |
| Hapoël Kfar Saba       | 4 - 1           | Bnei Eilat FC          |
| Hapoël Ramat Gan       | 0 - 3           | Maccabi Petah-Tikva    |
| FC Dimona              | 0 - 2 ap        | Hapoel Afula           |
| Hapoël Rishon LeZion   | 3 - 0           | Hapoel Herzliya        |
| Maccabi Ahi Nazareth   | 1 - 0           | Hapoel Azor            |
| Hapoël Nof HaGalil     | ' - 0           | Hapoel Marmorek        |
| Ihud Bnei Shefa-'Amr   | 2 - 1           | Bnei Yehoudah Tel-Aviv |
| Hapoel Bnei Zalafa     | 0 - 1           | Hapoel Ashdod          |
| Maccabi Jaffa FC       | 2 - 2 2 - 3 tab | FC Tira                |

## Huitième tour
| Équipe 1                   | Résultat        | Équipe 2            |
| -------------------------- | --------------- | ------------------- |
| Beitar Jérusalem           | 4 - 0           | FC Kafr Qasim       |
| Hapoel Ashdod              | 1 - 2           | Ironi Tiberias      |
| Hapoël Hadera              | 1 - 3           | Hapoël Kfar Saba    |
| Hapoël Ironi Kiryat Shmona | 1 - 1 3 - 4 tab | Maccabi Netanya     |
| Hapoel Umm al-Fahm         | 2 - 3           | Maccabi Tel-Aviv    |
| Hapoel Qalansawe           | 0 - 3           | Bnei Sakhnin FC     |
| Ihud Bnei Shefa-'Amr       | 4 - 4 2 - 4 tab | Hapoël Haïfa        |
| FC Tira                    | 2 - 3 ap        | Hapoël Petah-Tikva  |
| MS Ashdod                  | 2 - 1           | Hapoël Beer-Sheva   |
| Hapoël Acre                | 2 - 3           | Sektzia Ness Ziona  |
| Hapoël Jérusalem FC        | 0 - 1           | Maccabi Petah-Tikva |
| Hapoël Nir Ramat Ha-Sharon | 2 - 0           | Hapoel Holon        |
| Hapoël Rishon LeZion       | 0 - 3           | Maccabi Bnei Reineh |
| Maccabi Ahi Nazareth       | 5 - 1           | FC Tzofi Haifa      |
| Hapoel Afula               | 1 - 0           | Hapoël Tel-Aviv FC  |
| Hapoël Nof HaGalil         | 0 - 1           | Maccabi Haïfa       |

## Huitièmes de finale
| Équipe 1                   | Résultat        | Équipe 2            |
| -------------------------- | --------------- | ------------------- |
| Maccabi Tel-Aviv           | 5 - 0           | Bnei Sakhnin FC     |
| Beitar Jérusalem           | 1 - 1 7 - 6 tab | Ironi Tiberias      |
| Maccabi Ahi Nazareth       | 0 - 1           | Maccabi Netanya     |
| Hapoël Nir Ramat Ha-Sharon | 0 - 1           | MS Ashdod           |
| Maccabi Bnei Reineh        | 0 - 2           | Hapoël Petah-Tikva  |
| Maccabi Haïfa              | 5 - 1           | Hapoël Haïfa        |
| Sektzia Ness Ziona         | 1 - 2           | Maccabi Petah-Tikva |
| Hapoel Afula               | 3 - 0           | Hapoël Kfar Saba    |

## Quarts de finale
Les quarts de finale se joue en aller-retour contrairement aux précédents tours Le tirage au sort a eu lieu le 5 janvier 2023.
Les matchs aller ont lieu le 14 février 2023 et les matchs retour le 2 mars 2023.
| Équipe             | Aller | Total | Retour   | Équipe              |
| ------------------ | ----- | ----- | -------- | ------------------- |
| Maccabi Tel-Aviv   | 4 - 0 | 6 - 1 | 2 - 1    | Maccabi Petah-Tikva |
| Hapoel Afula       | 0 - 4 | 2 - 5 | 2 - 1    | Beitar Jérusalem    |
| Hapoël Petah-Tikva | 1 - 1 | 3 - 5 | 2 - 4    | MS Ashdod           |
| Maccabi Netanya    | 2 - 2 | 4 - 3 | 2 - 1 ap | Maccabi Haïfa       |

## Demi-finale
Les deux demi-finales se sont jouées au Stade Bloomfield de Tel Aviv-Jaffa et au Stade Sammy-Ofer de Haïfa.
Initialement, les deux demi-finales devaient se jouées au Stade Sammy-Ofer, mais le match MS Ashdod-Maccabi Netanya a été joué au Stade Bloomfield en raison de la proximité du stade pour les deux clubs.
| Équipe 1         | Résultat | Équipe 2         |
| ---------------- | -------- | ---------------- |
| MS Ashdod        | 1 - 3    | Maccabi Netanya  |
| Beitar Jérusalem | 3 - 1    | Maccabi Tel-Aviv |

## Finale
La finale se joue au Stade Sammy-Ofer de Haïfa, le mardi 23 mai 2023.
| 23 mai 2023 | Beitar Jérusalem                         | 3 - 0   | Maccabi Netanya | Stade Sammy-Ofer, Haïfa   |                           |
| 19h30       | Nicolaescu 37e · Friday 76e · Shua 90+5e | (1 - 0) |                 | Arbitrage : Gal Leibovitz | Arbitrage : Gal Leibovitz |
| 19h30       | Rapport                                  |         |                 | Arbitrage : Gal Leibovitz | Arbitrage : Gal Leibovitz |

Cette finale est marquée par de graves incidents dus à l'assaut de supporters du Beitar Jérusalem, qui a empêché la cérémonie de remise du trophée entre autres. Le club se voit dans un premier temps refuser la qualification en Ligue Europa Conférence 2023-2024 par la commission de discipline de la Fédération israélienne de football. Néanmoins, l'UEFA considère que seule une destitution du titre peut priver le Beitar d'une place européenne. La décision est alors rediscutée par la commission le 13 juin 2023 ; si la décision est maintenue, cette place aurait été considérée comme vacante par l'UEFA. Le Beitar Jérusalem garde finalement son trophée ainsi que sa qualification européenne, mais est banni de la Coupe d'Israël de football 2023-2024 et est sanctionné de 3 points de pénalité pour le Championnat d'Israël de football 2023-2024.